# 大伴神社 (高岡市)
大伴神社（おおともじんじゃ）は、富山県高岡市の気多神社本殿の横にある神社。

## 概要
越中国司として現在の高岡市伏木に赴任した大伴家持を祀る。
大伴家持の没後1200年にあたる1985年（昭和60年）に、地元の有志による大伴家持卿顕彰会によって創建された。大伴家持は遺骨や遺品がないため、生誕の地である奈良、越中国庁跡、越中国守館跡、最期の地である多賀城、遺骨が流された隠岐の5か所の土を壺に入れたものを神体としている。